# Дин Фазано
Дин Фазано (англ. Dean Fasano; род. 16 января 1955 года, Маунтинсайд, штат Нью-Джерси, США — 8 декабря 2009 года, Перт-Амбой, штат Нью-Джерси, США) — американский музыкант, наиболее известный как вокалист рок-групп Mercy, Message и Prophet.

## Ранние годы
Родился 16 января 1955 года в Маунтинсайде, штат Нью-Джерси, в семье Фазановых — русских иммигрантов. Вырос в ВудбриджЕ. 
Ещё в подростковом возрасте Дин увлёкся пением и музыкой в общем.

## Карьера

### Mercy и Message
В период с 1978-го по январь 1980 года Фазано играл в прог-рок-группе Phantom’s Opera с будущим бас-гитаристом Bon Jovi Алеком Сачем.
После этого Фазано непродолжительное время был участником The Next, отыграв с группой живое выступление в феврале того же года.
Затем, вместе с другом детства и будущим гитаристом Bon Jovi Ричи Самборой Дин основал Mercy. В начале 1981 года группа была переименована в Message. 
К группе также присоединились Сач, коллега Фазано по Phantom’s Opera, барабанщик Энди Руббо (ex-Flossie) и клавишник Саймон Ганнетт (ex-Mirthrandir, Rivendell).
В том же году на собственном лейбле Dream Disc группа выпустила «Lessons» в 1981 году тиражом около 1800 копий. Копии были проданы из багажника автомобиля.
В 1982 году группе удалось получить несколько концертов на разогреве у Джо Кокера, который совершал небольшой тур. 
Группа получила отличный прием; однако участникам пришлось прекратить гастроли из-за недостатка денег. 
Они вернулись в Сейревиль и продолжили играть в местных клубах. В одном из таких участники встретились с группой Джона Бон Джови Jon Bon Jovi and the Wild Ones. 
Из-за этой встречи Бон Джови пригласил Самбору и Сача для тура в поддержку сингла «Runaway».

### Prophet
Затем Фазано вместе с барабанщиком Тедом Поли присоединился к прог-рок-группе Prophet в 1983 году. В состав группы также входили гитарист Кен Дубман, бас-гитарист Скотт Метаксас и клавишник Джо Зуйковски.
В таком составе участники выпустили одноименный альбом в 1985 году. «Prophet» хорошо зарекомендовал себя в Европе, и группа выпустила сингл «Everything You Are (to Me)», на который также был снят видеоклип.
Однако, несмотря на то, что Фазано пел в видеоклипе, он исполнил лишь половину песен: «Street Secrets», «Power Play», «Everything You Are (to Me)», «Away From You» и «Sail Away». 
В 1987 году Фазано вместе с Поли покинули группу.

### 1990-е
После ухода из Prophet Дин объединился с Самборой и записал бэк-вокал на альбоме «Stranger in This Town». Таким же образом он участвовал на втором альбоме Джона Бон Джови «Destination Anywhere».
Фазано также основал новый лейбл Message, после чего начал работу над новым альбомом Message «Fine Line» совместно с гитаристом Марком Алленом Ланоэ в 1989—1990 годах.
В 1998 году Фазано собрал новый состав, состоящий из гитаристов Майка Уолша и Тима ДеРосси, бас-гитариста Джеффа Томпсона, ситариста Стива Д’Акуртиса и прочих музыкантов.

### 2000-е
В 2000 году Дин выпустил третий альбом «Outside Looking In». В 2006 году выпустил концертный альбом, записанный в 1982 году. Он был выпущен под названием «Message Live».
На компакт-диске также было два студийных бонус-трека, «Just One Step Away» и «Fine Line», которые были записаны в Элмвуд-Парк, штат Нью-Джерси, в студии Panetta Studios в 1989—1990 годах.

## Певческий голос
Особенный и эмоциональный певческий голос Дина — один из характерных на музыкальной сцене Нью-Джерси восьмидесятых.

## Личная жизнь и смерть
Фазано был женат на Джери Галамб с 1979 года вплоть до своей смерти. У него осталось трое взрослых сыновей: Джейк, Макс и Чез.
Фазано умер в Перт-Амбой, штат Нью-Джерси 8 декабря 2009 года в возрасте 54 лет от коронарной недостаточности.

## Дискография
С Message
- Lessons (1981)
- Fine Line (1998)
- Outside Looking In (2000)
- Message Live (2006)

С Prophet
- Prophet (1985)

С Ричи Самборой
- Stranger in This Town (1991)

С Джоном Бон Джови
- Destination Anywhere (1997)

с Алланом Ланоэ
- Fasano And Lanoue (2000)